# Anatoliy Gankevitch
Anatoliy Gankevitch, né le 24 août 1965 à Odessa, est un peintre, sculpteur, graphiste et cinéaste ukrainien.

## Biographie
Anatolyi Nikolaevitch Gankevitch naît le 24 août 1965 à Odessa. La carrière de l'artiste a débuté en 1990. Il a collaboré avec la galerie "Marat Gelman Gallery" de 1995 à 2005.
Il était activement engagé dans la réalisation de publicités. Il suit des cours d'art au Centre national des arts contemporains de Moscou et commence sa carrière en réalisant des publicités et des émissions de télévision entre 1995 et 2005.
Depuis 2006, concentré sur ses propres projets artistiques. Il vit et travaille en Belgique depuis 2022.
Un des principaux représentants de l'art contemporain en Ukraine, sa pratique artistique s'appuie sur un large éventail de médias, dont la peinture, la sculpture, la vidéo, l'installation et la performance.

## Œuvres
- 2023 Art across borders, group show, Frederick Mouraux Gallery, Brussels, Belgium 2023 Personality of the air, Frederick Mouraux Gallery, Brussels, Belgium[3]
- 2022 XXV International Encounters Traverse Video org., Toulouse, France[4]
- 2022 Pixel Wall, Wilford X art platform, Temse, Belgium[5]
- 2022 Leading Contemporary artists responding to Invasion, Aspen institute, Aspen, USA 2022 Art without borders; Royal Academy of Arts, London. Charity auction impact artists in support of refugees from Ukraine[6]
- 2020  Art Russe Et Grands Crus À Saint-Emilion Au Château La Grâce Dieu Des Prieurs With God[7].
- 2020 Homage to Piero Manzoni, group show, Odessa Museum of Modern Art
- 2020 Look of the Sun: Aquatoria, M17, Kyiv, Ukraine[8]
- 2019 Bright future, Art Wynwood By Art MIAMI art fair, Miami, USA[9]
- 2019 Past noses, Mironova Foundation, Kyiv, Ukraine
- 2017 Forever & After, ArtCult, Kyiv, Ukraine
- 2017 Subtle Grounds, Lavra Gallery, Kyiv, Ukraine
- 2017 Certain Conditions, Hudpromo Gallery, Odessa, Ukraine
- 2017 Salon of the Outcast, Museum of the Navy, Odessa, Ukraine
- 2017 Art/work”, Art Arsenal, Kyiv, Ukraine
- 2014 New Ukrainian Dream, Mystetskyi Arsenal, Kyiv, Ukraine
- The Russians are Coming, huile sur toile, 2014, Erarta, Saint-Pétersbourg[10].
- 2012 Conditions of the explosion. Odessa Art Museum, Odessa, Ukraine / Condition of explosion. The program first Kiev Biennale. National museum Taras Shevchenko, Kyiv, Ukraine
- 2011 Independent, Mystetskyi Arsenal, Kyiv, Ukraine
- 2011 Space Odyssey, Mystetskyi Arsenal, Kyiv, Ukraine
- 2011 Blink ." Gallery " The University of Arts ", Odessa / Blink. Collection Gallery, Kiev
- 2008 Fuji- golf . Golf Club "Pestovo" , Moscow
- 2007 Performance " Fuji Golf ." The festival "Creative : Moscow : Movies, Moscow
- 1994 Last Fall .Gallery "School" , Moscow
- 1994 NEW MEDIA TOPIA. Organizer : Center SCCA . Central House of Artists , Moscow "Several images created by IBM». Organizer: Marat Gelman Gallery . IBM, Moscow "Free Zone ." Odessa Art Museum , Odessa  " The space of the Cultural Revolution ." "Ukrainian House" , Kiev "The light from the darkness ." Museum of Contemporary Art " Tierce ", Odessa " Love terrible ." Museum of Contemporary Art " Tierce ", Odessa
- 1993 Open House . Gallery "New Space" , Odessa
- 1993 Random exhibition ." Museum of Contemporary Art " Tierce ", Odessa International performance festival REAL TIME - STORY TELLING 93. Gallery "Labyrinth" , Lublin, Poland
- 1992 Calm. Exhibition Hall of Artists Union , Kiev
- 1992 Summer. Exhibition Hall of Artists Union , Kiev
- 1992 Suspect is reality." Curators: Anatoly and Andrei Gankevich Kazandzhi . Museum of Contemporary Art " Tierce ", Odessa
- 1992 Communion. Organizer: Marat Gelman Gallery . Central House of Artists , Moscow " Communion ". Odessa Art Museum , Odessa
- 1991 Purification. Marat Gelman Gallery , Moscow Group exhibitions

## Collections
- 2013 Vladimir Cardon, Brussels, Belgium
- 2018 Jacob & Co; Jacob Arabo, NYC, USA
- 2019 ARTCult Foundation, Kyiv, Ukraine
- 2020 Victory Foundation, Kyiv, Ukraine
- 2022 TBA21 Thyssen-Bornemisza Art Contemporary, Vienna, Austria 2022 Hubert D’Ursel, Brussels, Belgium

## Musées
Les œuvres de l'artiste font partie de collections : Musée national d'art d'Ukraine, Kiev ;  Musée d'art d'Odessa, Odessa. ; Musée d'État russe, Saint-Pétersbourg.

## Sources
(en) « Notice Bénézit en ligne », sur oxfordartonline.com, 10 décembre 2018 (consulté le 4 avril 2023).
Sabah Kaddouri, « Art Russe Et Grands Crus À Saint-Emilion Au Château La Grâce Dieu Des Prieurs », sur forbes.fr, 15 octobre 2020 (consulté le 4 avril 2023).